# Les Damnés (film, 2024)
Pour les articles homonymes, voir Les Damnés.
Pour plus de détails, voir Fiche technique et Distribution.
Les Damnés est un film italo-belgo-américain réalisé par Roberto Minervini et sorti en 2024,.

## Synopsis
En plein hiver 1862, alors que la guerre de Sécession fait rage, l’Armée de l'Union décide de mener une compagnie de volontaires pour patrouiller dans les régions encore inexplorées de l'Ouest. Lorsque leur mission initiale change, les soldats nordistes remettent en question le sens de leurs actions.

## Fiche technique
- Titre français : Les Damnés
- Titre italien : I dannati
- Titre anglais : The Damned
- Réalisation : Roberto Minervini
- Scénario : Roberto Minervini
- Musique : Carlos Alfonso Corral
- Photographie : Carlos Alfonso Corral
- Décor : Denise Ping Lee
- Montage : Marie-Hélène Dozo
- Production : Okta Film, Pulpa Film, Pupa Film
- Société de distribution :
- Pays de production :  Italie,  Belgique,  États-Unis
- Langues originales : italien, anglais, français
- Format : couleurs
- Genre : dramatique
- Durée : 89 minutes (1 heure 29 minutes)
- Dates de sortie : 
  - France : 16 mai 2024 (Festival de Cannes)
  - Canada : 6 septembre 2024 (Festival international du film de Toronto)
  - États-Unis : 8 octobre 2024 (Festival du film de New York)

## Distribution
- René W. Solomon : éclaireur
- Jeremiah Knupp : éclaireur
- Cuyler Ballenger : éclaireur
- Noah Carlson : recruteur
- Tim Carlson : sergent

## Accueil
Dans sa critique, la revue cinématographique Quinlan relève qu’il s’agit d’une œuvre mettant en lumière l'horreur de la guerre et son absurdité. Le Cinematografo salue pour sa part le regard politique et social qui traverse le film et qui caractérise le réalisateur.
Libération loue également le message véhiculé à contre-courant du mythe fondateur des États-Unis d'Amérique. Les Inrockuptibles note la minutie avec laquelle Roberto Minervini fait transparaître la réalité de la guerre pendant une saison morte.
Enrique Seknadje, dans Culturopoing, considère "particulièrement intéressant" le "travail sur l'image" réalisé par le metteur en scène et son directeur de la photographie, Carlos Alfonso Corral : " (...) notamment la volonté de mettre les personnes filmées dans des zones de netteté très étroites, d’utiliser le plus souvent une profondeur de champ réduite. On ressent fortement la solitude des hommes, et la distance qui les sépare de la Nature" . 
En France, le site Allociné donne une moyenne de 3,8⁄5, d'après l'interprétation de 28 critiques de presse.

## Distinctions
- Festival de Cannes : récompensé du prix de la Meilleure réalisation à Un certain regard[9]
- Festival du film méditerranéen : récompensé de la Meilleure photographie[10]